# Gedeckte Korvette

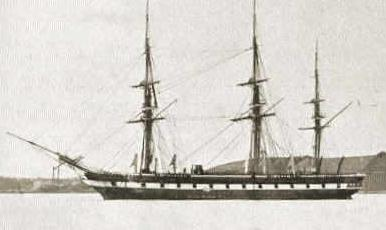
Gedeckte Korvette Arcona

Gedeckte Korvette war von 1858 bis 1884 in der Preußischen Marine und der deutschen Kaiserlichen Marine die offizielle Bezeichnung für einen Kriegsschiffstyp, der zwischen den kleineren Glattdeckskorvetten und den größeren Panzerschiffen angesiedelt war. Gedeckte Korvetten waren als Vollschiff getakelte, ungepanzerte Dampfschiffe mit Schraubenantrieb, die deshalb auch als Schraubenkorvetten bezeichnet wurden. Ihre Segeltakelung ermöglichte den weltweiten Einsatz, ohne vom Dampfantrieb abhängig zu sein. Dieser wurde meist nur sparsam eingesetzt, beispielsweise bei Hafenmanövern, bei Windstille oder im Gefecht.

## Klassifizierung
In der Terminologie des frühen 19. Jahrhunderts unterschieden sich Korvetten von Fregatten dadurch, dass Korvetten nur über ein Batteriedeck verfügten, während es bei den Fregatten zwei waren. Bei den getakelten Dampfkriegsschiffen verwischten die Merkmale der Schiffsklassen allerdings.
In der Preußischen Marine wurde die Bezeichnung „Fregatte“ nur noch für die in Holzbauweise ohne Dampfantrieb gebauten Segelschiffe verwendet. Diese wurden jedoch seit Einführung des Dampfantriebs ab etwa 1855 nicht mehr als für den Kampfeinsatz geeignet angesehen, spielten daher für die Klassifikation der neueren Dampfschiffe keine Rolle mehr.
Die moderneren ungepanzerten Schiffstypen mit Dampfantrieb erhielten die Bezeichnungen „Gedeckte“ bzw. „Glattdeckskorvetten“. Die Gedeckten Korvetten unterschieden sich von den Glattdeckskorvetten dadurch, dass ihr Batteriedeck durch ein Oberdeck komplett abgedeckt und somit geschützt war, während die Kanonen der Glattdeckskorvetten offen auf dem Oberdeck standen. Zusätzlich zum Kanonendeck verfügten die Gedeckten Korvetten noch über Jagdkanonen, die auf dem Oberdeck an Bug und Heck drehbar montiert waren. Sie unterschieden sich damit bezüglich Größe und Bewaffnung praktisch nicht von den damals noch vorhandenen Segelfregatten.
Im Vergleich zu den Panzerschiffen (ebenfalls mit Dampfantrieb) waren die Gedeckten Korvetten kleiner und leichter als diese, da sie nur über ein Batteriedeck verfügten und nicht gepanzert waren.
1884 wurden die Gedeckten Korvetten zu „Kreuzerfregatten“ umklassifiziert, womit die Klassifizierung der „Fregatte“ wieder aufgegriffen wurde. Für die Glattdeckskorvetten verwendete man entsprechend den Begriff der „Kreuzerkorvette“.

## Geschichte

### Entwicklung
Im 19. Jahrhundert wurde der Schiffbau in jeder Beziehung revolutioniert. Was den Antrieb anging, wurden schrittweise die Segel durch Dampfantrieb ersetzt. Beim Rumpfbau wurde die ursprüngliche Holzbauweise zuerst durch den Kompositbau (Eisen und Holz), später durch Gusseisen und Stahl ersetzt. Diese Entwicklung setzte zunächst im zivilen Bereich ein. Erst später wurden die neuen Antriebsarten und Rumpfbauweisen auch vom Militär aufgegriffen. Die Gedeckten Korvetten aus der zweiten Hälfte des 19. Jahrhunderts fallen in diese Übergangszeit des Schiffbaus.
Die ersten Kriegsschiffe mit Schraubenantrieb wurden ab 1840 in den Vereinigten Staaten eingeführt. Frankreich baute ab 1842 Schraubenkriegsschiffe, England experimentierte ab 1843 mit einem Prototyp eines Schraubenkriegsschiffs. Das erste deutsche Schraubenkriegsschiff war 1849 das Kanonenboot Von der Tann der schleswig-holsteinischen Marine, das im schleswig-holsteinischen Unabhängigkeitskampf gegen Dänemark eingesetzt wurde.
Das preußische Flottenbauprogramm von 1853 sah den Bau von drei Schraubenfregatten mit 40 Kanonen sowie sechs Schraubenkorvetten mit 24 Kanonen vor. 1855 erwarb die Preußische Marine die 1844 bis 1846 gebaute englische Segelfregatte Thetis, die als hervorragender Segler galt. Dieses Schiff wurde als Vorlage für den Bau der ersten preußischen Gedeckten Korvetten der Arcona-Klasse verwendet. Diese Schiffe waren noch vollständig aus Holz gebaut, während alle nachfolgenden Schiffe dieses Typs aus Walzeisenplatten genietete Konstruktionen mit ebenfalls eisernen Spanten waren. Die eisernen Rümpfe waren zusätzlich vom Kiel bis oberhalb der Wasserlinie mit einer Holzbeplankung versehen, die ihrerseits mit Platten aus Kupfer oder Muntzmetall beschlagen war.
Die Gedeckten Korvetten der Preußischen Marine hatten jeweils eine Schiffsschraube. Um bei Fahrt unter Segeln die Geschwindigkeit durch den Strömungswiderstand des stillstehenden Propellers nicht zu beeinträchtigen, konnte dieser bei einigen Schiffen während des Segelbetriebs, nach Auskuppeln der Schraubenwelle, in einem Schraubenschacht aus dem Wasser gehoben (seemännisch: geheißt) werden.
Die Schiffe verfügten üblicherweise über einen Schornstein. Während Modernisierungen während der laufenden Dienstzeiten wurde die Takelage üblicherweise reduziert und die Dampfmaschine verstärkt, was in einigen Fällen den Einbau eines zweiten Schornsteins nötig machte.

### Aufgaben
Die Gedeckten Korvetten waren für den überseeischen Einsatz konzipiert. Sie dienten dazu, die wirtschaftlichen, diplomatischen und kolonialen Interessen Preußens, des Norddeutschen Bundes bzw. später des Deutschen Reiches international zur Geltung zu bringen und durchzusetzen. Neben einigen kleineren militärischen Aktionen, die oft mit dem Begriff Kanonenbootpolitik bezeichnet werden, wurde dies durch etliche Weltumsegelungen betrieben, für die die neuen Gedeckten Korvetten bestens geeignet waren. Hierzu zählten auch wissenschaftliche Expeditionen, wie die Beobachtung des Venusdurchgangs 1874 auf den Kerguelen während der Weltumsegelung der Gazelle unter dem Kommando von Kapitän zur See Georg von Schleinitz.
Da Holzkriegsschiffe ab dem Krimkrieg schnell an militärischem Wert verloren, wurden die aus Holz gebauten Gedeckten Korvetten später hauptsächlich als Segelschulschiffe bzw. zu Repräsentationszwecken eingesetzt, so etwa bei der Eröffnung des Sueskanals 1869, bei der Preußen durch drei Gedeckte Korvetten vertreten war.

## Klassen
Preußen bzw. der Norddeutsche Bund und das Deutsche Reich stellten insgesamt drei Klassen von Gedeckten Korvetten in Dienst:
- Arcona-Klasse (1858–1869): Arcona, Gazelle, Vineta, Hertha, Elisabeth (Preußen, Norddeutscher Bund, Deutsches Reich)
- Leipzig-Klasse (1875): Leipzig, Prinz Adalbert (Deutsches Reich)
- Bismarck-Klasse (1877): Bismarck, Blücher, Gneisenau, Moltke, Stein, Stosch (Deutsches Reich)

## Einzelschiffe
Die Kaiserliche Marine stellte weiterhin noch eine weitere Gedeckte Korvette bzw. Kreuzerfregatte als Einzelschiffe in Dienst:
- Charlotte